# 阿米穆薩區
35°52′N 1°07′E / 35.867°N 1.117°E
阿米穆薩區（阿拉伯语：‎），是阿爾及利亞的行政區，位於該國西北部，由埃利贊省負責管轄，首府設於阿米穆薩，面積586平方公里，2008年人口42,728，人口密度每平方公里73人。